# USS William M. Hobby (APD-95)
USS William M. Hobby (APD-95) là một tàu vận chuyển cao tốc lớp Crosley, nguyên được cải biến từ chiếc DE-236, một tàu hộ tống khu trục lớp Rudderow, và đã phục vụ cùng Hải quân Hoa Kỳ trong Chiến tranh Thế giới thứ hai. Nó là chiếc tàu chiến duy nhất của Hải quân Hoa Kỳ được đặt cái tên này, theo tên Trung tá Hải quân William Matthews Hobby, Jr. (1899-1942), người từng phục vụ như là hạm phó tàu tuần dương hạng nhẹ Juneau (CL-52) và đã tử trận khi Juneau bị đắm do trúng ngư lôi vào ngày 13 tháng 11, 1942, sau trận Hải chiến Guadalcanal. Nó đã phục vụ cho đến khi chiến tranh kết thúc, xuất biên chế năm 1946, rồi được chuyển cho Hải quân Cộng hòa Hàn Quốc và tiếp tục phục vụ như là chiếc ROKS Jeju (PF-87) cho đến năm 1989. Con tàu cuối cùng bị tháo dỡ.

## Thiết kế và chế tạo
Thiết kế của lớp Crosley dựa trên việc cải biến lớp tàu hộ tống khu trục Rudderow. Cấu trúc thượng tầng con tàu được mở rộng, đồng thời tháo dỡ bớt vũ khí trang bị để lấy chỗ bố trí nơi nghỉ cho 162 binh lính được vận chuyển cùng khoảng 40 tấn trang bị. Hệ thống động lực tương tự như với các lớp Buckley và Rudderow; là kiểu động cơ turbine-điện General Electric, cung cấp điện năng cho mô-tơ điện để dẫn động hai trục chân vịt.
Dàn vũ khí được giữ lại bao gồm một khẩu pháo 5 inch (130 mm)/38 cal bố trí một phía trước mũi; ba khẩu đội pháo phòng không Bofors 40 mm nòng đôi và sáu pháo phòng không Oerlikon 20 mm; vũ khí chống ngầm gồm hai đường ray Mk. 9 để thả mìn sâu. Thủy thủ đoàn đầy đủ bao gồm 15 sĩ quan và 168 thủy thủ; và con tàu được bố trí tiện nghi để vận chuyển 12 sĩ quan cùng 150 binh lính đổ bộ.
William M. Hobby được đặt lườn như là chiếc DE-236 tại Xưởng hải quân Charleston ở Charleston, South Carolina vào ngày 15 tháng 11, 1943; nó được "hạ thủy" vào ngày 2 tháng 2, 1944. Đang khi được hoàn thiện, con tàu được xếp lại lớp như một tàu vận chuyển cao tốc vào ngày 17 tháng 7, 1944, mang ký hiệu lườn mới APD-95; rồi được đỡ đầu bởi cô Catherine Hobby, em gái Trung tá Hobby đồng thời nhập biên chế cùng Hải quân Hoa Kỳ vào ngày 4 tháng 4, 1945 dưới quyền chỉ huy của Hạm trưởng, Thiếu tá Hải quân Fran N. Christiansen.

## Lịch sử hoạt động

### USSWilliam M. Hobby

#### Thế Chiến II
Sau khi hoàn tất việc chạy thử máy huấn luyện tại khu vực vịnh Guantánamo, Cuba, William M. Hobby đi đến Norfolk, Virginia. Từ ngày 16 đến ngày 21 tháng 5, 1945, nó huấn luyện thực hành đổ bộ và thực tập tác xạ ngoài khơi đảo Bloodsworth trong vịnh Chesapeake. Sau khi được sửa chữa sau thử máy tại Xưởng hải quân Norfolk ở Portsmouth, Virginia, nó tiếp tục huấn luyện tác xạ tại khu vực vịnh Chesapeake trước khi khởi hành từ Hampton Roads, Virginia vào ngày 3 tháng 6, cùng với tàu vận chuyển cao tốc Amesbury (APD-46) hướng đến vùng kênh đào Panama trong hành trình đi sang khu vực Mặt trận Thái Bình Dương.
Đi đến Cristóbal, Panama vào ngày 8 tháng 6, William M. Hobby băng qua kênh đào vào ngày 10 tháng 6 và tiếp tục hướng đến vùng bờ biển California. Sau khi ghé đến San Diego, California vào ngày 17 tháng 6, nó tiếp tục cùng Amesbury và tàu hộ tống khu trục O'Reilly (DE-330) lên đường vào ngày 20 tháng 6 để hướng sang khu vực quần đảo Hawaii. Đi đến Trân Châu Cảng vào ngày 27 tháng 6, nó huấn luyện phối hợp với các Đội phá hoại dưới nước (UDT: Underwater Demolition Team) tại khu vực vịnh Māʻalaea, Maui trong tháng 7, rồi đón lên tàu Đội UDT-29 để vận chuyển họ quay trở về vùng bờ Tây; nó khởi hành vào ngày 2 tháng 8 và đi đến Oceanside, California vào ngày 9 tháng 8.
Chuyển đến San Pedro, California một thời gian ngắn trước khi quay trở lại Oceanside, William M. Hobby tiễn Đội UDT-29 rời tàu vào ngày 13 tháng 8. Sang ngày hôm sau, bên kia Đường đổi ngày quốc tế, Nhật Bản chấp nhận đầu hàng vào ngày 15 tháng 8, giúp chấm dứt vĩnh viễn cuộc xung đột.

#### Sau chiến tranh
Lên đường vào ngày 16 tháng 8 để hướng sang Viễn Đông, William M. Hobby đi đến Trân Châu Cảng vào ngày 22 tháng 8, rồi tiếp tục cùng các tàu vận chuyển cao tốc Ira Jeffrey (APD-44) và Blessman (APD-48) lên đường vào ngày 24 tháng 8 để đi sang quần đảo Marshall. Đi đến Eniwetok vào ngày 1 tháng 9, họ tiếp tục hành trình hướng sang Philippines, thả neo tại vịnh Manila vào ngày 5 tháng 9. Con tàu tuần tra tại các khu vực thuộc quần đảo Philippine: vịnh Subic, Zamboanga, Mindanao, Bugo, vịnh Macajalar, và vịnh San Pedro. Sau đó nó lên đường đi Okinawa để tiếp tục hướng sang Nhật Bản.
Đi đến Wakayama vào ngày 28 tháng 9, William M. Hobby nhanh chóng lên đường đi Hiro Wan, Honshu cùng với Đội UDT-5 trên tàu, và tiến vào biển nội địa Seto ba ngày sau đó. Tại đây nó được tàu khu trục rải mìn USS Tracy (DM-19) dẫn đường đi đến vị trí thả neo tại Hiro Wan. Vào sáng hôm đó, William M. Hobby phát hiện một quả thủy lôi trôi nổi trên mặt nước bên mạn trái trước mũi tàu và đã phá hủy quả mìn bằng hải pháo. Con tàu sau đó hỗ trợ cho hoạt động của các đội UDT nhằm trinh sát các bãi đổ bộ và các cơ sở trên bờ từ ngày 2 đến ngày 10 tháng 10, chuẩn bị cho hoạt động của lực lượng chiếm đóng Hoa Kỳ tại khu vực Kure.
Lên đường hướng đến đảo Shikoku vào ngày 11 tháng 10, William M. Hobby đi đến cảng Mitsuhama cùng ngày hôm đó, nơi nó đưa lên bờ 15 sĩ quan và 18 binh lính Lục quân cùng hai sĩ quan Nhật Bản. Con tàu thả neo ngoài khơi Mitsuhama trong khi Đội UDT-5 hoạt động trinh sát các bãi biển tại đây. Nó quay trở lại Hiro Wan trước khi lên đường quay trở về Hoa Kỳ vào ngày 14 tháng 10. Sau hành trình đi ngang qua Guam, Eniwetok, Trân Châu Cảng, San Diego và kênh đào Panama, nó về đến Philadelphia, Pennsylvania vào ngày 9 tháng 12. Con tàu được chuyển đến Norfolk trước khi đi đến Green Cove Springs, Florida vào ngày 6 tháng 1, 1946.
William M. Hobby được cho xuất biên chế tại Green Cove Springs vào ngày 6 tháng 4, 1946 và được đưa về Đội Florida trực thuộc Hạm đội Dự bị Đại Tây Dương. Tên nó được cho rút khỏi danh sách Đăng bạ Hải quân vào ngày 1 tháng 5, 1967.

### ROKSJeju(PG-87)
Con tàu được chuyển cho Cộng hòa Hàn Quốc vào ngày 23 tháng 7, 1967 trong khuôn khổ Chương trình Viện trợ Quân sự. Nó phục vụ cùng Hải quân Cộng hòa Hàn Quốc như là chiếc pháo hạm ROKS Jeju (PG-87). Nó được xếp lại lớp như một tàu vận chuyển cao tốc vào năm 1972 và mang ký hiệu lườn mới APD-87. Con tàu ngừng hoạt động năm 1979 và bị tháo dỡ vào năm 1989.

## Phần thưởng
Nguồn: Navsource Naval History
|  |  |  |
|  |  |  |

| Huân chương Chiến dịch Hoa Kỳ                 |                                      |                                         |
| Huân chương Chiến dịch Châu Á-Thái Bình Dương | Huân chương Chiến thắng Thế Chiến II | Huân chương Phục vụ Chiếm đóng Hải quân |